# Род, Эдуар
Эдуа́р Род (фр. Édouard Rod; 31 марта 1857, Ньон, Швейцария — 29 января 1910, Грасс, Франция) — швейцарский писатель и литературовед. Писал на французском языке.

## Биография и творчество
Эдуар Род родился 31 марта 1857 года в Ньоне — пригороде Женевы, на Швейцарской Ривьере, на северном берегу Женевского озера, во франкоязычном кантоне Во.
Учился в Лозанне, где написал докторскую диссертацию о легенде Эдипа (Le développement de la légende d’Oedipe dans l’histoire de la littérature, 1897), в Берлине, с 1878 года жил в Париже.
В 1881 году написал роман «Пальмира Велар» (Palmyre Veulard) в духе натурализма, посвятив его своему учителю Эмилю Золя. Следом были написаны ещё романы подобного направления. В 1884 году он стал редактором журнала «La Revue contemporaine», в 1887 году сменил Марка Монье (Marc Monnier, 1829—1885) на должности профессора всеобщей литературы в Женеве, прожив в ней до 1893 года.
Романом «La Course de la mort» (1888) отмечен поворот в его творчестве: в нём он оказывается от натурализма при анализе нравственных мотивов. Род превосходно изобразил борьбу между страстью и долгом, проявления совести, достоинства самоотречения. Роман «Смысл жизни» (Le Sens de la vie, 1889) — одна из самых известных его работ, развивает темы, затронутые в предыдущем произведении, в том же духе написан роман «Три сердца» (Les trois cœurs, 1890). В последующих произведениях Род разрабатывал частные вопросы совести, сложные нравственные дилеммы (фр. cas de conscience): «La vie privée de Michel Teissier» (1893), «Le ménage du pasteur Naudié» (1898) и др.
В 1906 году написал пьесу в трёх актах «Le Réformateur» об эпизоде из жизни философа, поставленную на сцене Нового театра (Nouveau Théâtre) в Париже.
В своих интимно-психологических романах Род проводит тонкий психологический анализ. На его мировоззрение оказали сильное влияние Артур Шопенгауэр и Лев Толстой.
Род также написал несколько историко-литературных монографий.
Эдуар Род умер 29 января 1910 года в городе Грассе.

### Художественные произведения
- Les Allemands à Paris (1880)
- Palmyre Veulard (1881) — «Пальмира Велар»
- Les Protestants. Côte à côte (1882)
- La Femme d’Henri Vanneau (1884)
- La Course de la mort (1888)
- Le Sens de la vie (1889) — «Смысл жизни»
- Les trois cœurs (1890) — «Три сердца»
- La Sacrifiée (1892) — «Жертва искупления»
- La vie privée de Michel Teissier (1893) — «Частная жизнь парламентского деятеля»
- Le ménage du pasteur Naudié (1898)
- La Seconde Vie de Michel Teissier (1894)
- Le Silence (1894) — «Молчание»
- Les Roches blanches (1895)
- Le Dernier Refuge (1896)
- L’Innocente (1897)
- Là-haut (1897)
- Le Ménage du pasteur Naudié (1898)
- Mademoiselle Annette (1901)
- L’eau courante (1902)
- L’Inutile effort (1903)
- Un Vainqueur (1904)
- L’Indocile (1905)
- Reflets d’Amérique (1905)
- Le Réformateur (1906)
- L’Incendie (1906)

### Научные работы
- Le développement de la légende d’Oedipe dans l’histoire de la littérature (1897)
- À propos de l’Assommoir (1879)
- Lamartine (1883)
- Stendhal (1892)
- Les Ideés morales du temps present (1897)
- Essai sur Goethe (1898)
- Dante (1891)
- Études sur le XIX-e s. (1888)
- Nouvelles Études sur le XIXe siècle (1899)
- L’affaire J.-J. Rousseau (1906)

## Публикации на русском языке
- Вопросы жизни — М., 1894;
- Нравственные идеи нашего времени: Бурже, Золя, Дюма, Толстой, Брунетьер, Ренан, Шопенгауэр — Киев, 1898;
- Поток — М., 1903;
- Свободный брак — М., 1910;
- Меч и повязка — М., 1911;